# La Chapelle-Thémer
La Chapelle-Thémer és un municipi francès situat al departament de Vendée i a la regió de País del Loira. L'any 2007 tenia 317 habitants.

## Demografia

### Població
El 2007 la població de fet de La Chapelle-Thémer era de 317 persones. Hi havia 149 famílies de les quals 36 eren unipersonals (11 homes vivint sols i 25 dones vivint soles), 73 parelles sense fills, 33 parelles amb fills i 7 famílies monoparentals amb fills.
La població ha evolucionat segons el següent gràfic:
Habitants censats

### Habitatges
El 2007 hi havia 212 habitatges, 147 eren l'habitatge principal de la família, 45 eren segones residències i 20 estaven desocupats. Tots els 211 habitatges eren cases. Dels 147 habitatges principals, 127 estaven ocupats pels seus propietaris, 19 estaven llogats i ocupats pels llogaters i 1 estava cedit a títol gratuït; 2 tenien una cambra, 6 en tenien dues, 24 en tenien tres, 40 en tenien quatre i 75 en tenien cinc o més. 123 habitatges disposaven pel capbaix d'una plaça de pàrquing. A 67 habitatges hi havia un automòbil i a 59 n'hi havia dos o més.

### Piràmide de població
La piràmide de població per edats i sexe el 2009 era:
| Homes | Edats   | Dones |
| ----- | ------- | ----- |
| 0     | 95 o +  | 0     |
| 0     | 90 a 94 | 0     |
| 0     | 85 a 89 | 0     |
| 4     | 80 a 84 | 8     |
| 8     | 75 a 79 | 12    |
| 28    | 70 a 74 | 24    |
| 8     | 65 a 69 | 32    |
| 12    | 60 a 64 | 20    |
| 8     | 55 a 59 | 8     |
| 8     | 50 a 54 | 8     |
| 12    | 45 a 49 | 4     |
| 4     | 40 a 44 | 16    |
| 8     | 35 a 39 | 0     |
| 8     | 30 a 34 | 12    |
| 12    | 25 a 29 | 4     |
| 12    | 20 a 24 | 4     |
| 12    | 15 a 19 | 8     |
| 12    | 10 a 14 | 8     |
| 8     | 5 a 9   | 4     |
| 0     | 0 a 4   | 0     |

## Economia
El 2007 la població en edat de treballar era de 160 persones, 108 eren actives i 52 eren inactives. De les 108 persones actives 98 estaven ocupades (55 homes i 43 dones) i 10 estaven aturades (2 homes i 8 dones). De les 52 persones inactives 29 estaven jubilades, 6 estaven estudiant i 17 estaven classificades com a «altres inactius».

### Ingressos
El 2009 a La Chapelle-Thémer hi havia 155 unitats fiscals que integraven 336 persones, la mediana anual d'ingressos fiscals per persona era de 14.171,5 €.

### Activitats econòmiques
Dels 5 establiments que hi havia el 2007, 2 eren d'empreses de construcció, 2 d'empreses de serveis i 1 d'una empresa classificada com a «altres activitats de serveis».
Els 2 serveis als particulars que hi havia el 2009 eren paletes.
L'any 2000 a La Chapelle-Thémer hi havia 20 explotacions agrícoles que ocupaven un total de 1.218 hectàrees.

## Poblacions més properes
El següent diagrama mostra les poblacions més properes.